# Nav (рэпер)
Наврадж Сингх Горая (англ. Navraj Singh Goraya, 3 ноября 1989, Рексдейл, Торонто, Онтарио, Канада), более известный по сценическому псевдониму Nav (стилизовано как NAV или ΠΔV) — канадский рэпер, певец, автор песен и продюсер из Рексдейла, Онтарио. Nav начал свою карьеру в качестве продюсера и получил основное внимание в 2016 году, когда его песня «Myself» стала вирусной.
Nav подписал контракт с XO и Republic Records и выпустил свой одноимённый дебютный микстейп, а также Perfect Timing совместно с Metro Boomin в 2017 году. В 2018 году Nav выпустил свой дебютный студийный альбом Reckless, а затем второй альбом Bad Habits (2019), который дебютировал на первом месте в американском чарте Billboard 200. В 2020 году Nav выпустил свою самую популярную чартерную песню «Turks», которая дебютировала под номером 17 в Billboard Hot 100. Его третий студийный альбом Good Intentions (2020) стал его вторым альбомом номер один в американском чарте Billboard 200.

## Ранняя жизнь
Наврадж Сингх Горая родился 3 ноября 1989 года в Торонто, Канада, и вырос в Рексдейле. Он панджабского происхождения. Его родители - сикхи родом из северного штата Пенджаб, Индия.  Его мать занималась производством компьютеров, а отец управлял погрузчиком. Горая впервые заинтересовался музыкой после того, как его мать купила ему бумбокс в третьем классе. Его дядя был популярным певцом в Пенджабе, он приводил его в студию звукозаписи. Он начал делать мэш-апы в старших классах и продюсировать биты для местных андеграундных торонтинских исполнителей. В это время он стал популярным на SoundCloud. Нав учился в институте Thistletown. После окончания средней школы он поступил и окончил металлургический институт в 2010 году с дипломом в области производства аудиотехники.

## Споры
В июне 2017 года Nav получил негативную реакцию от его аудитории из-за постоянного использование слова «нигга» в своих песнях, таких как «My Mind», «TTD» и других. В интервью Genius Nav заявил, что район, в котором он вырос, очень «мультикультурен». Китайцы, белые и ямайские люди открыто используют этот термин друг с другом в данном районе. Он заявил, что он обычно использовал слово среди его друзей, но как только он получил всемирную известность, Nav сказал, что начал видеть некоторую негативную реакцию. В этом интервью Nav заявил, что он больше не будет использовать этот термин в своей музыке, и что люди не услышат его в его предстоящем совместном проекте с Metro Boomin Perfect Timing.
В марте 2018 года Nav публично раскритиковал XXL через серию постов в Instagram и Твиттер. Его главная причина для критики журнала была из-за того, что он не был выбран для ежегоднего списка фрешменов 2018 года.

## Дискография

#### Студийные альбомы
- Reckless[англ.] (2018)
- Bad Habits[англ.] (2019)
- Good Intentions[англ.] (2020)
- Demons Protected by Angels (2022)[7]

## Награды и номинации
| Год  | Церемония  | Категория                  | Номинант / работа | Результат |
| ---- | ---------- | -------------------------- | ----------------- | --------- |
| 2018 | Juno Award | Прорыв года                | Nav               | Номинация |
| 2019 | Juno Award | Зрительская симпатия       | Nav               | Номинация |
| 2019 | Juno Award | Лучшее рэп-исполнение года | Reckless          | Номинация |
| 2020 | Juno Award | Зрительская симпатия       | Nav               | Ожидается |
| 2020 | Juno Award | Лучший альбом года         | Bad Habits        | Ожидается |
| 2020 | Juno Award | Лучшее рэп-исполнение года | Bad Habits        | Ожидается |